# Léonide Massine

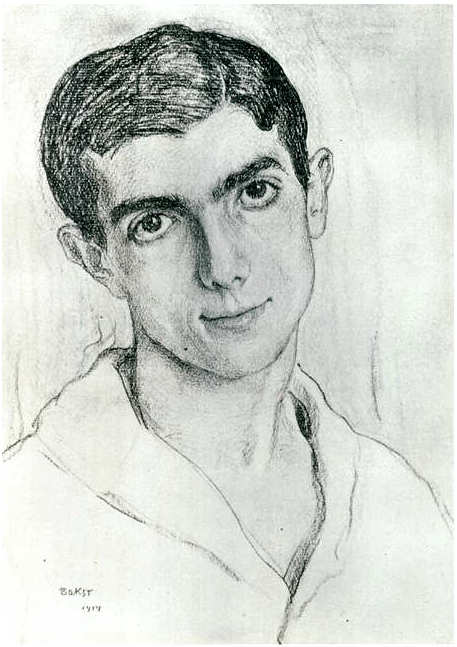
Léonide Massine (Léon Bakst, 1914)

Leonid Fjodorowitsch Mjasin (russisch Леонид Фёдорович Мясин; * 27. Julijul. / 8. August 1895greg. in Moskau; † 15. März 1979 in Borken), besser bekannt unter dem französisch transkribierten Namen Léonide Massine, war ein russischer Tänzer und Choreograf.

## Leben
Massine war Schüler von Enrico Cecchetti und Nicholas Legat (1868–1937). Im Jahr 1914 tanzte er zum ersten Mal für Diaghilevs Ballets Russes, nach seiner ersten Choreografie für Ballets Russes 1915 war er bis 1921 wichtigster Choreograf der Kompanie.
Im Jahr 1926 wanderte er nach Amerika aus. Ab 1932 arbeitete er viele Jahre für die Ballets Russes de Monte Carlo, deren Künstlerischer Leiter er ab 1933 wurde. 1932 choreographierte Massine die Londoner Premiere Karl Gustav Vollmoellers The Miracle am 9. April 1932 im Lyceum Theatre. Außerdem tanzte er den Part des „Spielmanns“ an der Seite von Tilly Losch.

## Würdigung
- „Als Tänzer hatte er seine größten Erfolge im Charakterfach, als der er kaum je von einem Nachfolger in einer für sich selbst choreographierten Rolle übertroffen worden ist. Als Choreograph gehört er zu den innovatorischen Persönlichkeiten der Ballettgeschichte. Seine Stärken lagen auf dem Gebiete der Charakterkomödie, deren künstlerische Ausdrucksmittel er um viele Nuancen bereichert hat, und auf dem Gebiete des Sinfonischen Balletts, das bei seinem ersten Erscheinen zwar große Kontroversen hervorrief, aber entscheidende Pionierdienste geleistet hat für die Durchsetzung von konzertanter Musik auf dem modernen Ballett-Theater.“ (Horst Koegler)[1]
- „Seine Handschrift wurde im Gegensatz zu der der meisten russischen Choreographen seiner Generation nicht so sehr von Petipa [...] bestimmt als vom Stil des Bolshoi-Balletts, aus dem er hervorgegangen ist, und von Fokine, seinem Lehrer bei den Ballets Russes. Seine besten Ballette sind Charakterstücke wie Der Dreispitz. Darüber hinaus ist die Choreographie von Massen eine seiner Stärken.“[2]

## Trivia
In dem Roman Doktor Faustus von Thomas Mann wird Massine in einer im Jahr 1923 spielenden Szene des Kapitels 37 von dem Impresario Saul Fitelberg als ein Repräsentant der in Paris tätigen künstlerischen Avantgarde erwähnt: „Die Spitzen europäischer Erfahrung und des artistischen Experiments, sie alle sind meine Freunde, und sie sind bereit, die Ihren zu sein, Jean Cocteau, der Dichter, Massine, der Tanzmeister, Manuel de Falla, der Komponist, Les Six, die sechs Größen der neuen Tonkunst, – diese ganze hohe und amüsante Sphäre des Wagnisses und des Affronts, sie wartet nur auf Sie, Sie gehören dazu, sobald Sie nur wollen …“

## Choreografien (Auswahl)
- Soleil de Nuit (1915)
- Liturgy (?1915)
- The Good-Humoured Ladies (1917)
- Parade (1917)
- Boutique Fantasque (1919)
- Der Dreispitz (1919)
- Pulcinella (1920)
- Salade (1924)
- Beau Danube (1924)
- Les Matelots (1925)
- Zéphire et Flore (1925)
- Ode (1928)
- Jeux d’Enfants (1932)
- The Miracle (1932)
- Les Présages (1933)
- Choreartium (1933)
- Union Pacific (1934)
- Symphonie Fantastique (1936)
- Gaîté Parisienne (1938)

## Filmografie (Auswahl)
- 1941: The Gay Parisian (Kurzfilm)
- 1947: Karneval in Costa Rica (Carnival in Costa Rica)
- 1948: Die roten Schuhe (The Red Shoes)
- 1951: Hoffmanns Erzählungen (The Tales of Hoffmann)
- 1959: Strahlender Himmel – strahlendes Glück (Luna de miel)

## Autor
- Joan Miró. In: Cahiers d'art. Paris 1934.
- My life in ballet. Macmillan, London 1968.
- Massine on choreography. Theory and exercises in composition. Faber, London 1976. ISBN 0-571-09302-7